# Vua đầu bếp
Vua đầu bếp (tiếng Anh: MasterChef) là một trò chơi truyền hình về ẩm thực theo kiểu truyền hình thực tế do Franc Roddam sáng lập, bắt nguồn từ một chương trình truyền hình phiên bản của Anh năm 1990. Ngày nay, biểu trưng của MasterChef được sử dụng ở khắp thế giới và đã trở nên nổi tiếng tại nhiều quốc gia. Nó được sản xuất trên 35 quốc gia và trình chiếu tại ít nhất 200 quốc gia và vùng lãnh thổ.
Định dạng của chương trình xuất hiện ở 4 phiên bản: sêri chính "MasterChef"; "MasterChef: The Professionals" (Vua Đầu bếp: Nhà nghề) dành cho các đầu bếp chuyên nghiệp; "Celebrity MasterChef" (Vua Đầu bếp Người nổi tiếng) có những người nổi tiếng tham gia với vai trò người dự thi và "Junior MasterChef" (Vua Đầu bếp Nhí), phiên bản được sáng tạo phù hợp với trẻ em, lần đầu được phát triển năm 1994 và giờ đây đã được mở rộng sang các quốc gia khác bên ngoài nước Anh.

## Các phiên bản quốc tế
Current, previous and upcoming versions include:
     Currently airing franchise
     Franchise no longer in production
| Country/Region | Name                                                                    | Presenter(s) | Judges | Network | Premiere / Air dates |
| --- | ----------------------------------------------------------------------- | --- | --- | --- | --- |
| Arab World · (Algeria, Bahrain, Comoros, Djibouti, Egypt, Iraq, Jordan, Kuwait, Lebanon, Libya, Mauritania, Morocco, Oman, Palestine, Qatar, Saudi Arabia, Somalia, Sudan, Syria, Tunisia, United Arab Emirates and Yemen)                                   | ماستر شيف الشرق الأوسط Master Chef Middle East                          | George Karim | Wafiq Abbas Mostafa Sami Rami Ali | Future Television                                                                                               | 14 Feburary 2005 – 29 Feburary 2005 (Season 1) 14 Feburary 2007 – 29 Feburary 2007(Season 2) 14 Feburary 2009 – 29 Feburary 2009(Season 3) |
| Arab World · (Algeria, Bahrain, Comoros, Djibouti, Egypt, Iraq, Jordan, Kuwait, Lebanon, Libya, Mauritania, Morocco, Oman, Palestine, Qatar, Saudi Arabia, Somalia, Sudan, Syria, Tunisia, United Arab Emirates and Yemen)                                   | ماستر شيف العربية MasterChef Al Arabia                                  | Huda Hamdan | Rakan Al Arefi Sara Abdelsalam Mohammed Laffi | OSN | ngày 9 tháng 4 năm 2018 – ngày 7 tháng 5 năm 2018(Season 1) |
| Albania | MasterChef Albania                                                      | Manjola Merlika (narrator) | Sokol Prenga Renato Mekolli Gëzim Musliaka (Seasons 1–2) Fundim Gjepali (Season 3) | Top Channel | ngày 8 tháng 3 năm 2014 – ngày 7 tháng 6 năm 2014 (Season 1) ngày 15 tháng 11 năm 2014 – ngày 14 tháng 2 năm 2015 (Season 2) ngày 18 tháng 9 năm 2015 – ngày 1 tháng 1 năm 2016 (Season 3) |
| Albania | MasterChef Junior Albania                                               | Redjan Mulla (narrator) | Sokol Prenga Xheraldina Vula Julian Zguro | RTSH | ngày 27 tháng 3 năm 2018 – ngày 12 tháng 6 năm 2018 (Season 1) |
| Algeria | ماسترشاف الجزائر (MasterChef Algérie)                                   | Tayeb Kaci Abdellah | Rabah Ourrad Yasmina Sellam Malak Labidi | Echorouk TV CBC Benna                                                                                           | ngày 5 tháng 11 năm 2016 – ngày 24 tháng 12 năm 2016 (Season 1) ngày 26 tháng 11 năm 2017 – present (Season 2) |
| Argentina | MasterChef (Argentina)                                                  | Mariano Peluffo | Donato de Santis Germán Martitegui Christophe Krywonis | Telefe | ngày 6 tháng 4 năm 2014 – ngày 27 tháng 7 năm 2014 (Season 1) ngày 8 tháng 4 năm 2015 – ngày 26 tháng 8 năm 2015 (Season 2) |
| Argentina | MasterChef Junior                                                       | Mariano Peluffo | Donato de Santis Germán Martitegui Christophe Krywonis | Telefe | ngày 7 tháng 7 năm 2015 - ngày 2 tháng 9 năm 2015 (Season 1) ngày 25 tháng 9 năm 2015 – ngày 8 tháng 1 năm 2016 (Season 2) |
| Argentina | MasterChef Celebrity Argentina                                          | Santiago del Moro | Donato de Santis Germán Martitegui Damián Betular | Telefe | ngày 5 tháng 10 năm 2020 - Present (Season 1) |
| Asia (Bangladesh, Cambodia, China, Hong Kong, India, Indonesia, Japan, Kazakhstan, Kyrgyzstan, Laos, Malaysia, Mongolia, Myanmar, Nepal, Philippines, Singapore, Sri Lanka, South Korea, Taiwan, Tajikistan, Thailand, Turkmenistan, Uzbekistan and Vietnam) | MasterChef Asia                                                         | No presenter | Susur Lee Bruno Menard Audra Morrice | Lifetime | ngày 3 tháng 9 năm 2015 – ngày 10 tháng 12 năm 2015 (Season 1) |
| Australia | MasterChef Australia                                                    | Sarah Wilson (Season 1) Gary Mehigan (Season 2–Season 11) George Calombaris (Season 2–Season 11) Matt Preston (Season 2–Season 11) Andy Allen (Season 12-) Melissa Leong (Season 12-) Jock Zonfrillo (Season 12-)                                                                | Gary Mehigan (Season 1–Season 11) George Calombaris (Season 1–Season 11) Matt Preston (Season 1–Season 11) Donna Hay (Guest Judge, Season 2) Matt Moran (Guest Judge, Season 3) Andy Allen (Season 12-) Melissa Leong (Season 12-) Jock Zonfrillo (Season 12-)                                                   | Network 10 | ngày 27 tháng 4 năm 2009 – ngày 19 tháng 7 năm 2009 (Season 1) ngày 19 tháng 4 năm 2010 – ngày 25 tháng 7 năm 2010 (Season 2) ngày 1 tháng 5 năm 2011 – ngày 7 tháng 8 năm 2011 (Season 3) ngày 6 tháng 5 năm 2012 – ngày 25 tháng 7 năm 2012 (Season 4) ngày 2 tháng 6 năm 2013 – ngày 1 tháng 9 năm 2013 (Season 5) ngày 5 tháng 5 năm 2014 – ngày 28 tháng 7 năm 2014 (Season 6) ngày 5 tháng 5 năm 2015 – ngày 27 tháng 7 năm 2015 (Season 7) ngày 1 tháng 5 năm 2016 – ngày 26 tháng 7 năm 2016 (Season 8) ngày 1 tháng 5 năm 2017 – ngày 24 tháng 7 năm 2017 (Season 9) ngày 7 tháng 5 năm 2018 – ngày 31 tháng 7 năm 2018 (Season 10) ngày 29 tháng 4 năm 2019 – ngày 23 tháng 7 năm 2019 (Season 11) ngày 13 tháng 4 năm 2020 – (Season 12) |
| Australia | Celebrity MasterChef Australia                                          | George Calombaris Gary Mehigan | Gary Mehigan George Calombaris Matt Preston | Network 10 | ngày 30 tháng 9 năm 2009 – ngày 25 tháng 11 năm 2009 |
| Australia | MasterChef Australia All-Stars                                          | George Calombaris Gary Mehigan | Gary Mehigan George Calombaris Matt Preston | Network 10 | ngày 26 tháng 7 năm 2012 – ngày 19 tháng 8 năm 2012 |
| Belgium (bằng tiếng Hà Lan) | MasterChef Belgium                                                      | Dina Tersago (2010) No host (2011–2012) | Wout Bru (2010–2012) Stéphane Buyens (2010) Jean-Paul Perez (2011) Kenny Bernaerts (2012) | VTM | ngày 28 tháng 6 năm 2010 – ngày 29 tháng 7 năm 2010 (Season 1) ngày 4 tháng 7 năm 2011 – ngày 18 tháng 8 năm 2011 (Season 2) ngày 2 tháng 7 năm 2012 – ngày 23 tháng 8 năm 2012 (Season 3) |
| Brazil | MasterChef Brazil                                                       | Ana Paula Padrão | Erick Jacquin Henrique Fogaça Paola Carosella | Band | ngày 2 tháng 9 năm 2014 – ngày 16 tháng 12 năm 2014 (Season 1) ngày 19 tháng 5 năm 2015 – ngày 15 tháng 9 năm 2015 (Season 2) ngày 15 tháng 3 năm 2016 – ngày 23 tháng 8 năm 2016 (Season 3) ngày 7 tháng 3 năm 2017 – ngày 22 tháng 8 năm 2017 (Season 4) ngày 6 tháng 3 năm 2018 – ngày 31 tháng 7 năm 2018 (Season 5) ngày 24 tháng 3 năm 2019 – ngày 25 tháng 8 năm 2019 (Season 6) ngày 14 tháng 7 năm 2020 – ngày 29 tháng 12 năm 2020 (Season 7) |
| Brazil | MasterChef Júnior                                                       | Ana Paula Padrão | Erick Jacquin Henrique Fogaça Paola Carosella | Band | ngày 20 tháng 10 năm 2015 – ngày 15 tháng 12 năm 2015 (Season 1) |
| Brazil | MasterChef Profissionais                                                | Ana Paula Padrão | Erick Jacquin Henrique Fogaça Paola Carosella | Band | ngày 4 tháng 10 năm 2016 – ngày 13 tháng 12 năm 2016 (Season 1) ngày 5 tháng 9 năm 2017 – ngày 5 tháng 12 năm 2017 (Season 2) ngày 21 tháng 8 năm 2018 – ngày 11 tháng 12 năm 2018 (Season 3) |
| Brazil | MasterChef: A Revanche (MasterChef: The Rematch)                        | Ana Paula Padrão | Erick Jacquin Henrique Fogaça Paola Carosella | Band | ngày 15 tháng 10 năm 2019 – ngày 17 tháng 12 năm 2019 (Season 1) |
| Brazil | MasterChef Celebridades                                                 | Ana Paula Padrão | Erick Jacquin Henrique Fogaça Paola Carosella | Band | ngày 23 tháng 12 năm 2020 (Season 1) |
| Brazil | MasterChef: Para Tudo (MasterChef: Stop Everything)                     | Ana Paula Padrão | No judges | Band | ngày 26 tháng 3 năm 2019 – ngày 1 tháng 9 năm 2019 (Season 1) |
| Bulgaria | MasterChef България (MasterChef Bulgaria)                               | Andre Tokev (Season 4–present) Viktor Angelov (Seasons 1–3) | Silvena Rowe (Season 5–present) Andre Tokev (Season 1–present) Petar Mihalchev (Season 1–present) Viktor Angelov (Seasons 1–3) Leo Bianchi (Season 4) | bTV | ngày 3 tháng 3 năm 2015 – ngày 2 tháng 6 năm 2015 (Season 1) ngày 1 tháng 3 năm 2016 – ngày 1 tháng 6 năm 2016 (Season 2) ngày 27 tháng 2 năm 2017 – ngày 30 tháng 5 năm 2017 (Season 3) ngày 26 tháng 2 năm 2018 – ngày 29 tháng 5 năm 2018 (Season 4) ngày 25 tháng 2 năm 2019 – ngày 28 tháng 5 năm 2019 (Season 5) ngày 24 tháng 2 năm 2020 – ngày 12 tháng 5 năm 2020 ngày 13 tháng 9 năm 2020 – November 2020 (Season 6) |
| Cambodia | MasterChef Khmer                                                        | Elisabeth Thavarat | Rin Nara Elisabeth Thavarat Sophearong Rithy | CTN | ngày 19 tháng 8 năm 2018 – ngày 3 tháng 2 năm 2019 (Season 1) |
| Canada | MasterChef Canada (English)                                             | Alvin Leung Claudio Aprile Michael Bonacini | Alvin Leung Claudio Aprile Michael Bonacini | CTV | ngày 20 tháng 1 năm 2014 – present |
| Chile | MasterChef Chile                                                        | Diana Bolocco (Seasons 1-3) | Cristopher Carpentier (Season 1–present) Ennio Carota (Season 1–3) Yann Yvin (Seasons 1–2) Sergi Arola (Season 3) Fernanda Fuentes (Season 4) Jorge Rausch (Season 4) | Canal 13 | ngày 27 tháng 10 năm 2014 – ngày 1 tháng 2 năm 2015 (Season 1) ngày 18 tháng 10 năm 2015 – ngày 28 tháng 1 năm 2016 (Season 2) ngày 5 tháng 3 năm 2017 – ngày 11 tháng 6 năm 2017 (Season 3) ngày 3 tháng 3 năm 2019 – ngày 23 tháng 6 năm 2019 (Season 4) |
| China | 顶级厨师 (MasterChef China)                                             | Jonathan Lee Tsung-sheng (2012) Jereme Leung Ji-gang (2013) Cao Kefan (2012–2013) Steven Liu I-fan (2012–2013) | Jonathan Lee Tsung-sheng (2012) Jereme Leung Ji-gang (2013) Cao Kefan (2012–2013) Steven Liu I-fan (2012–2013) | Dragon TV JSTV                                                                                                  | ngày 29 tháng 7 năm 2012 – ngày 14 tháng 10 năm 2012(Season 1) ngày 16 tháng 1 năm 2013 – ngày 4 tháng 4 năm 2013 (Season 2) |
| Colombia | MasterChef Colombia                                                     | Claudia Bahamon | Jorge Raush Paco Roncero Nicolás de Zubiría | RCN Television                                                                                                  | ngày 14 tháng 1 năm 2015 – ngày 21 tháng 4 năm 2015 |
| Colombia | MasterChef Celebrity Colombia                                           | Claudia Bahamon | Jorge Raush Cristopher Carpentier Nicolás de Zubiría | RCN Television                                                                                                  | ngày 5 tháng 6 năm 2018 – ngày 9 tháng 9 năm 2018 (Season 1) ngày 14 tháng 9 năm 2019 – present (Season 2) |
| Croatia | MasterChef Croatia                                                      | Igor Mešin | Tomislav Gretić Mate Janković Radovan Marčić | Nova TV | ngày 21 tháng 3 năm 2011 – ngày 17 tháng 6 năm 2011 (Season 1) |
| Czech Republic | MasterChef Česko                                                        | No presenters | Marek Raditsch (Seasons 1–2) Marek Fichtner (Seasons 1–2) Miroslav Kalina (Seasons 1–2) Přemek Forejt (Season 3–present) Radek Kašpárek (Season 3–present) Jan Punčochář (Season 3–present) | TV Nova | ngày 7 tháng 10 năm 2015 – ngày 16 tháng 12 năm 2015 (Season 1) ngày 21 tháng 8 năm 2016 – ngày 23 tháng 11 năm 2016 (Season 2) ngày 9 tháng 1 năm 2019 – ngày 12 tháng 6 năm 2019 (Season 3) ngày 5 tháng 2 năm 2020 – Upcoming (Season 4) |
| Czech Republic · Slovakia | MasterChef ČS                                                           | Daniela Peštová | Martin Korbelič Jiří Štift Radek Šubrt | Markíza Nova | ngày 31 tháng 8 năm 2012 – ngày 7 tháng 12 năm 2012 (Season 1) |
| Denmark | Masterchef Danmark                                                      | Thomas Herman (Seasons 1–4) Henrik-Yde-Andersen (Season 1) Anders Aagaard (Seasons 1–2) Henrik Boserup (Seasons 3–4) David Johansen (Season 4) Thomas Castberg (Season 2–present) Jakob Mielcke (Season 4–present) Jesper Koch (Season 5–present)                                | Thomas Herman (Seasons 1–4) Henrik-Yde-Andersen (Season 1) Anders Aagaard (Seasons 1–2) Henrik Boserup (Seasons 3–4) David Johansen (Season 4) Thomas Castberg (Season 2–present) Jakob Mielcke (Season 4–present) Jesper Koch (Season 5–present)                                                                | TV3 | ngày 5 tháng 9 năm 2011 – December 2011 (Season 1) September 2012 – December 2012 (Season 2) January 2013 – May 2013 (Season 3) January 2014 – May 2014 (Season 4) January 2015 – May 2015 (Season 5) January 2016 – May 2016 (Season 6) January 2017 – May 2017 (Season 7) February 2018 – June 2018 (Season 8) |
| Dominican Republic · | MasterChef República Dominicana                                         | Mildred Quiroz | Saverio Stassi Inés Páez (Tita) Leandro Díaz | Telesistema | ngày 5 tháng 8 năm 2018 – ngày 16 tháng 12 năm 2018 (Season 1) ngày 7 tháng 4 năm 2019 – ngày 18 tháng 8 năm 2019 (Season 2) |
| Dominican Republic | MasterChef Junior Dominican Republic                                    | Mildred Quiroz | Saverio Stassi Inés Páez (Tita) Leandro Díaz | Telesistema | ngày 28 tháng 11 năm 2019 – ngày 7 tháng 1 năm 2020 (Season 1) |
| Ecuador | MasterChef Ecuador                                                      | Érika Vélez | Jorge Rausch Carolina Sánchez Quique Sempere | Teleamazonas | ngày 16 tháng 9 năm 2019 – present |
| Finland | MasterChef Suomi                                                        | Mikko Silvennoinen | Sikke Sumari Tomi Björck Risto Mikkola | Nelonen | ngày 18 tháng 1 năm 2011 – present |
| France | MasterChef France                                                       | Carole Rousseau (Seasons 1–3) Sébastien Demorand (Season 4) Sandrine Quétier (Season 5) | Frédéric Anton (Seasons 1–4) Yves Camdeborde (Seasons 1–4) Sébastien Demorand (Seasons 1–4) Amandine Chaignot (Season 4) Gilles Goujon (Season 5) Christian Etchebest (Season 5) Yannick Delpech (season 5) | TF1 (2010–2015) NT1 (2015)                                                                                      | ngày 19 tháng 8 năm 2010 – ngày 4 tháng 11 năm 2010 (Season 1) ngày 18 tháng 8 năm 2011 – ngày 3 tháng 11 năm 2011 (Season 2) ngày 23 tháng 8 năm 2012 – ngày 8 tháng 11 năm 2012 (Season 3) ngày 20 tháng 9 năm 2013 – ngày 20 tháng 12 năm 2013 (Season 4) ngày 25 tháng 6 năm 2015 – ngày 3 tháng 9 năm 2015 (Season 5) |
| Georgia | MasterChef Georgia                                                      | Luka Nachkebia Konstantine Tedeluri Levan Kobiashvili | Luka Nachkebia Konstantine Tedeluri Levan Kobiashvili | First Channel                                                                                                   | ngày 18 tháng 5 năm 2019 – ngày 20 tháng 7 năm 2019 (Season 1) ngày 27 tháng 10 năm 2019 – ngày 1 tháng 1 năm 2020 (Season 2) ngày 24 tháng 5 năm 2020 - ngày 26 tháng 7 năm 2020 (Season 3) ngày 20 tháng 9 năm 2020 - Present (Season 4) |
| Germany | Deutschlands MeisterKoch (Germany's Master Chef)                        | Tim Raue Thomas Jaumann Nelson Müller | Tim Raue Thomas Jaumann Nelson Müller | Sat.1 | ngày 27 tháng 8 năm 2010 – ngày 16 tháng 10 năm 2010 (Season 1) |
| Germany | MasterChef Germany                                                      | Justin Leone Sybille Schönberger Ralf Zacherl | Justin Leone Sybille Schönberger Ralf Zacherl | Sky 1 | ngày 3 tháng 11 năm 2016 |
| Greece · Cyprus | MasterChef Greece                                                       | Eugenia Manolidou (Season 1) Maria Synatsaki (Season 2) No presenters (Season 3–present) | Yiannis Loukakos (Season 1–2) Lefteris Lazarou (Season 1–2) Dimitris Skarmoutsos (Season 1–3) Panos Ioannidis (Season 3–present) Sotiris Kontizas (Season 3–present) Leonidas Koutsopoulos (Season 4–present) | Mega Channel (Season 1–2) Star Channel (Season 3–present)                                                       | ngày 3 tháng 10 năm 2010 – ngày 28 tháng 12 năm 2010 (Season 1) ngày 24 tháng 12 năm 2012 – ngày 17 tháng 3 năm 2013 (Season 2) ngày 4 tháng 5 năm 2017 – ngày 30 tháng 7 năm 2017 (Season 3) ngày 10 tháng 1 năm 2018 – ngày 7 tháng 5 năm 2018 (Season 4) ngày 21 tháng 1 năm 2019 – ngày 22 tháng 5 năm 2019 (Season 5) ngày 27 tháng 1 năm 2020 – ngày 17 tháng 6 năm 2020 (Season 6) January 2021 (Upcoming Season 6) |
| Greece · Cyprus | Junior MasterChef Greece (Season 1) MasterChef Junior Greece (Season 2) | Maria Mpekatorou (Season 1) No presenters (Season 2) | Yiannis Loukakos (Season 1) Lefteris Lazarou (Season 1) Dimitris Skarmoutsos (Season 1) Eleni Psyhouli (Season 2) Manolis Papoutsakis (Season 2) Magky Tabakaki (Season 2) | Mega Channel (Season 1) Star Channel (Season 2)                                                                 | ngày 27 tháng 11 năm 2011 – ngày 5 tháng 2 năm 2012 (Season 1) ngày 13 tháng 9 năm 2018 – ngày 24 tháng 12 năm 2018 (Season 2) |
| Hungary | Mesterszakács                                                           | No presenters | Gianni Annoni Bíró Lajos | Viasat 3 | ngày 26 tháng 10 năm 2009 – 2009 |
| Hungary | MasterChef VIP Hungary                                                  | Nóra Ördög | Szása Nyíri (Season 1) János Mizsei (Season 1) Katalin Pintér (Season 2) Árpád Győrffy (Season 2) Richárd Farkas (Season 2) | TV2 | ngày 27 tháng 8 năm 2018 – ngày 5 tháng 10 năm 2018 (Season 1) ngày 3 tháng 8 năm 2020 – |
| Hungary | MasterChef Junior Hungary                                               | No presenters | István Pesti Zsófia Mautner Bence Szendrei | TV2 | ngày 13 tháng 10 năm 2018 – ngày 15 tháng 12 năm 2018 |
| Iceland | MasterChef Ísland                                                       | No presenters | Ólafur Örn Ólafsson Friðrika Hjördís Geirsdóttir Eyþór Rúnarsson | Stöð 2 | November 2012 |
| India | MasterChef India                                                        | No presenters | Akshay Kumar (Season 1) Kunal Kapur (Seasons 1–3, 5) Ajay Chopra (Seasons 1–2) Vikas Khanna (Season 2–present) Sanjeev Kapoor (Seasons 3–4) Ranveer Brar (Seasons 4, 6-present) Zorawar Kalra (Season 5) Vineet Bhatia (Season 6-present)                                                                        | Star Plus | ngày 16 tháng 10 năm 2010 – ngày 25 tháng 12 năm 2010 (Season 1) ngày 22 tháng 10 năm 2011 – ngày 1 tháng 1 năm 2012 (Season 2) ngày 11 tháng 3 năm 2013 – ngày 9 tháng 6 năm 2013 (Season 3) ngày 26 tháng 1 năm 2015 – ngày 12 tháng 4 năm 2015 (season 4) ngày 1 tháng 10 năm 2016 – ngày 25 tháng 12 năm 2016 (season 5) ngày 7 tháng 12 năm 2019 - ngày 1 tháng 3 năm 2020 (season 6) |
| India | Junior MasterChef India: Swaad Ke Ustaad                                | No presenters | Vikas Khanna Kunal Kapur Chef Jolly | Star Plus | ngày 17 tháng 8 năm 2013 – ngày 2 tháng 11 năm 2013 |
| Indonesia | MasterChef Indonesia                                                    | Juna Rorimpandey (Season 1–2, 5–present) Rinrin Marinka (Season 1–3) Arnold Poernomo (Season 3–present) Renatta Moeloek (Season 5–present) Vindex Tengker (Season 1) Degan Septoadji (Season 2–3) Matteo Guerinoni (Season 4)                                                    | Juna Rorimpandey (Season 1–2, 5–present) Rinrin Marinka (Season 1–3) Arnold Poernomo (Season 3–present) Renatta Moeloek (Season 5–present) Vindex Tengker (Season 1) Degan Septoadji (Season 2–3) Matteo Guerinoni (Season 4)                                                                                    | RCTI | ngày 1 tháng 5 năm 2011 – ngày 21 tháng 8 năm 2011 (Season 1) ngày 8 tháng 7 năm 2012 – ngày 28 tháng 10 năm 2012 (Season 2) ngày 5 tháng 5 năm 2013 – ngày 17 tháng 8 năm 2013 (Season 3) ngày 31 tháng 5 năm 2015 – ngày 12 tháng 9 năm 2015 (Season 4) ngày 3 tháng 3 năm 2019 – ngày 16 tháng 6 năm 2019 (Season 5) ngày 21 tháng 12 năm 2019 – ngày 8 tháng 3 năm 2020 (Season 6) |
| Indonesia | Junior MasterChef Indonesia                                             | Rinrin Marinka (Season 1-2) Bara Pattiradjawane (Season 2) Arnold Poernomo (Season 1-2) Degan Septoadji (Season 1) | Rinrin Marinka (Season 1-2) Bara Pattiradjawane (Season 2) Arnold Poernomo (Season 1-2) Degan Septoadji (Season 1) | RCTI | ngày 6 tháng 4 năm 2014 – ngày 15 tháng 3 năm 2015 |
| Ireland | MasterChef Ireland                                                      | Lorraine Pilkington (narrator) | Dylan McGrath Nick Munier | RTÉ Two | ngày 8 tháng 9 năm 2011 – ngày 13 tháng 10 năm 2011 (Series 1) ngày 4 tháng 10 năm 2012 – ngày 13 tháng 12 năm 2012 (Series 2) |
| Ireland | Celebrity MasterChef Ireland                                            | Lorraine Pilkington (narrator) | Dylan McGrath Nick Munier | RTÉ One | ngày 14 tháng 7 năm 2013 – ngày 18 tháng 8 năm 2013 (Series 1) |
| Israel | מאסטר שף (MasterChef Israel)                                            | Haim Cohen Eyal Shani Michal Ansky Yonatan Rochfeld (Season 2–present) Rafi Adar (Season 1) Yisrael Aharoni (Season 7–present) | Haim Cohen Eyal Shani Michal Ansky Yonatan Rochfeld (Season 2–present) Rafi Adar (Season 1) Yisrael Aharoni (Season 7–present) | Channel 2 (Keshet)                                                                                              | ngày 14 tháng 10 năm 2010 – present |
| Israel | VIP מאסטר שף (MasterChef VIP (Israel))                                  | Haim Cohen Eyal Shani Michal Ansky Yonatan Rochfeld | Haim Cohen Eyal Shani Michal Ansky Yonatan Rochfeld | Channel 2 (Keshet)                                                                                              | ngày 1 tháng 2 năm 2015 – ngày 29 tháng 3 năm 2015 |
| Italy | MasterChef Italia                                                       | Bruno Barbieri (Season 1–present) Joe Bastianich (Seasons 1–8) Carlo Cracco (Seasons 1–6) Antonino Cannavacciuolo (Season 5–present) Antonia Klugmann (Season 7) Giorgio Locatelli (Season 8–present)                                                                            | Bruno Barbieri (Season 1–present) Joe Bastianich (Seasons 1–8) Carlo Cracco (Seasons 1–6) Antonino Cannavacciuolo (Season 5–present) Antonia Klugmann (Season 7) Giorgio Locatelli (Season 8–present) | Cielo (Season 1) Sky Uno (Season 2–present) Rerun Sky Uno (Season 1) Cielo (Seasons 2–4) TV8 (Season 5–present) | ngày 21 tháng 9 năm 2011 – ngày 7 tháng 12 năm 2011 (Season 1) ngày 13 tháng 12 năm 2012 – ngày 21 tháng 2 năm 2013 (Season 2) ngày 19 tháng 12 năm 2013 – ngày 6 tháng 3 năm 2014 (Season 3) ngày 18 tháng 12 năm 2014 – ngày 5 tháng 3 năm 2015 (Season 4) ngày 17 tháng 12 năm 2015 – ngày 3 tháng 3 năm 2016 (Season 5) ngày 22 tháng 12 năm 2016 – ngày 9 tháng 3 năm 2017 (Season 6) ngày 21 tháng 12 năm 2017 – ngày 8 tháng 3 năm 2018 (Season 7) ngày 17 tháng 1 năm 2019 – ngày 4 tháng 4 năm 2019 (Season 8) ngày 19 tháng 12 năm 2019 - ngày 5 tháng 3 năm 2020 (Season 9) |
| Italy | Celebrity MasterChef Italia                                             | Bruno Barbieri Joe Bastianich Antonino Cannavacciuolo | Bruno Barbieri Joe Bastianich Antonino Cannavacciuolo | Cielo (Season 1) Sky Uno (Season 2–present) Rerun Sky Uno (Season 1) Cielo (Seasons 2–4) TV8 (Season 5–present) | ngày 16 tháng 3 năm 2017 – ngày 6 tháng 4 năm 2017 (Season 1) ngày 15 tháng 3 năm 2018 – ngày 5 tháng 4 năm 2018 (Season 2) |
| Italy | Junior MasterChef Italia                                                | Bruno Barbieri (Seasons 1–3) Lidia Bastianich (Seasons 1–2) Alessandro Borghese (Seasons 1–3) Gennaro Esposito (Season 3) | Bruno Barbieri (Seasons 1–3) Lidia Bastianich (Seasons 1–2) Alessandro Borghese (Seasons 1–3) Gennaro Esposito (Season 3) | Cielo (Season 1) Sky Uno (Season 2–present) Rerun Sky Uno (Season 1) Cielo (Seasons 2–4) TV8 (Season 5–present) | ngày 13 tháng 3 năm 2014 – ngày 10 tháng 4 năm 2014 (Season 1) ngày 15 tháng 4 năm 2015 – ngày 10 tháng 6 năm 2015 (Season 2) ngày 10 tháng 3 năm 2016 – ngày 5 tháng 5 năm 2016 (Season 3) |
| Italy | MasteChef All Stars Italia                                              | Bruno Barbieri Antonino Cannavacciuolo Guest judges | Bruno Barbieri Antonino Cannavacciuolo Guest judges | Cielo (Season 1) Sky Uno (Season 2–present) Rerun Sky Uno (Season 1) Cielo (Seasons 2–4) TV8 (Season 5–present) | ngày 20 tháng 12 năm 2018 – ngày 10 tháng 1 năm 2019 (Season 1) |
| Jordan | ماستر شيف الأردن Master Chef Jordan                                     | No Presenter | Deema Hijawi Khaled Hamed Raad Hamdan Saad Al Omari | Ro'ya TV Amman TV ON TV                                                                                         | 2017 2019 2020 |
| Malaysia | MasterChef Malaysia                                                     | Moh Johari Edrus, (Chef Jo) Mohd. Nadzri Redzuawan, (Chef Riz) Zubir Md. Zain, (Chef Zubir) Yahaya Hassan, (Chef Yahaya) Priya Menon, (Chef Priya) | Moh Johari Edrus, (Chef Jo) Mohd. Nadzri Redzuawan, (Chef Riz) (2011) Zubir Md. Zain, (Chef Zubir) Adu Amran Hassan, (Chef Adu) (2012–2013) | Astro Ria (2011–2013) Mustika HD (2012–2013) Maya HD (2013–2014)                                                | ngày 22 tháng 10 năm 2011 – ngày 1 tháng 12 năm 2012 |
| Malaysia | MasterChef Selebriti Malaysia (MasterChef Celebrity Malaysia)           | Moh Johari Edrus, (Chef Jo) Zubir Md. Zain, (Chef Zubir) Adu Amran Hassan, (Chef Adu) | Moh Johari Edrus, (Chef Jo) Zubir Md. Zain, (Chef Zubir) Adu Amran Hassan, (Chef Adu) | Astro Ria (2011–2013) Mustika HD (2012–2013) Maya HD (2013–2014)                                                | ngày 26 tháng 5 năm 2012 – ngày 26 tháng 6 năm 2013 |
| Malaysia | MasterChef Malaysia All-Stars                                           | Moh Johari Edrus, (Chef Jo) Zubir Md. Zain, (Chef Zubir) Adu Amran Hassan, (Chef Adu) | Moh Johari Edrus, (Chef Jo) Zubir Md. Zain, (Chef Zubir) Adu Amran Hassan, (Chef Adu) | Astro Ria (2011–2013) Mustika HD (2012–2013) Maya HD (2013–2014)                                                | ngày 23 tháng 11 năm 2013 |
| Mexico | MasterChef México                                                       | Anette Michel | Adrián Herrera Díaz (2015–present) Benito Molina Dubost (2015–present) Betty Vázquez (2015–present) | Azteca Trece (Azteca)                                                                                           | ngày 28 tháng 6 năm 2015 – ngày 18 tháng 10 năm 2015 (Season 1) ngày 4 tháng 9 năm 2016 – ngày 18 tháng 12 năm 2016 (Season 2) ngày 27 tháng 8 năm 2017 – ngày 16 tháng 12 năm 2017 (Season 3) ngày 14 tháng 10 năm 2018 – ngày 10 tháng 2 năm 2019 (Season 4) |
| Mexico | MasterChef Junior México                                                | Anette Michel | Adrián Herrera Díaz (2016–present) Benito Molina Dubost (2016–present) Betty Vázquez (2016–present) | Azteca Trece (Azteca)                                                                                           | ngày 3 tháng 4 năm 2016 – ngày 3 tháng 7 năm 2016 (Season 1) ngày 5 tháng 3 năm 2017 – ngày 11 tháng 6 năm 2017 (Season 2) |
| Morocco | ماستر شيف المغرب (MasterChef Elmaghreb)                                 | Mariam el Kamil | Mariam Ettahri Moha Fdal Khadija Bensdira | 2M | ngày 7 tháng 10 năm 2014 – present |
| Morocco | ماستر شيف صيليبريتي (MasterChef Celebrity)                              | Mariam el Kamil | Mariam Ettahri Moha Fdal Khadija Bensdira | 2M | October 2016 – present |
| Morocco | ماستر شيف جونيور (MasterChef Junior)                                    | Mariam el Kamil | Mariam Ettahri Moha Fdal Khadija Bensdira | 2M | ngày 9 tháng 10 năm 2018 – present |
| Myanmar | MasterChef Myanmar                                                      | Kaung Htet Zaw (1) Thazin Nwe Win (2) | Michel Louis Meca [1959-2019] (1) Jean Marc Lemmery (2) U Ye Htut Win (1–) Daw Phyu Phyu Tin (1–) | MRTV-4 | ngày 9 tháng 9 năm 2018 – present |
| Netherlands | MasterChef                                                              | Renate Verbaan (2010) No host (2011–2015) | Hans van Wolde (2010) Alain Caron (2010–2014) Peter Lute (2010–2014) Julius Jaspers(2014) Michiel van der Eerde (2015-2016) Marcus Polman (2015–2016) Robert Kranenborg (2015–2016) | Net 5, SBS 6 | ngày 26 tháng 9 năm 2010 – present |
| New Zealand | MasterChef New Zealand                                                  | No presenters | Ray McVinnie (Seasons 1–5) Josh Emett (Seasons 2–6) Simon Gault (Seasons 1–5) Ross Burden (Season 1) Al Brown (Season 6) Mark Wallbank (Season 6) | TV One (2010–2014) TV3 (2015)                                                                                   | ngày 3 tháng 2 năm 2010 – ngày 28 tháng 4 năm 2010 (Season 1) ngày 20 tháng 2 năm 2011 – ngày 15 tháng 5 năm 2011 (Season 2) ngày 21 tháng 2 năm 2012 – ngày 12 tháng 6 năm 2012 (Season 3) ngày 21 tháng 2 năm 2013 – ngày 2 tháng 6 năm 2013 (Season 4) ngày 2 tháng 2 năm 2014 – ngày 4 tháng 5 năm 2014 (Season 5) ngày 26 tháng 7 năm 2015 – ngày 28 tháng 9 năm 2015 (Season 6) |
| Norway | Masterchef Norge                                                        | Jenny Skavlan | Eyvind Hellstrøm Jan Vardøen Tom Victor Gausdal | TV3 | ngày 16 tháng 3 năm 2010 |
| Pakistan | ماسٹر شیف پاکستان (MasterChef Pakistan)                                 | Chef Zakir Qureshi Chef Mehboob Khan Chef Khurram Awan | Chef Zakir Qureshi Chef Mehboob Khan Chef Khurram Awan | Urdu 1 | ngày 3 tháng 5 năm 2014 – ngày 27 tháng 7 năm 2014 |
| Panama | MasterChef Panamá                                                       | María Isabella Perez | Cuquita Arias de Calvo Fabien Mignoli Felipe Milanés | Mall TV/RPC TV                                                                                                  | September 2019 |
| Paraguay | MasterChef Paraguay                                                     | Paola Maltese | Nicolás Bo Eugenia Aquino José Torrijos Rodolfo Angenscheidt (Seasons 1-2) | Telefuturo | ngày 3 tháng 4 năm 2018 – ngày 7 tháng 8 năm 2018 (Season 1) ngày 14 tháng 8 năm 2018 – ngày 18 tháng 12 năm 2018 (Season 2) ngày 1 tháng 4 năm 2019 – ngày 19 tháng 8 năm 2019 (Season 3) |
| Paraguay | MasterChef Paraguay Profesionales                                       | Paola Maltese | Nicolás Bo Eugenia Aquino José Torrijos | Telefuturo | ngày 9 tháng 9 năm 2019 – ngày 23 tháng 12 năm 2019 (Season 1) |
| Peru | MasterChef Perú                                                         | Gastón Acurio | Astrid Gutsche Mitsuharu "Mich" Tsumura Renato Peralta | América Televisión                                                                                              | ngày 28 tháng 8 năm 2011 – ngày 11 tháng 12 năm 2011 |
| Philippines | MasterChef Pinoy Edition                                                | Judy Ann Santos-Agoncillo | Fern Aracama Rolando Laudico JP Anglo | ABS-CBN | ngày 12 tháng 11 năm 2012 – ngày 9 tháng 2 năm 2013 |
| Philippines | Junior MasterChef Pinoy Edition                                         | Judy Ann Santos-Agoncillo | Fern Aracama Rolando Laudico JP Anglo | ABS-CBN | ngày 27 tháng 8 năm 2011 – ngày 18 tháng 2 năm 2012 |
| Poland | MasterChef                                                              | Magda Gessler | Magda Gessler Michel Moran Anna Starmach | TVN | ngày 2 tháng 9 năm 2012 – ngày 25 tháng 11 năm 2012 (Season 1) ngày 1 tháng 9 năm 2013 – ngày 1 tháng 12 năm 2013 (Season 2) ngày 7 tháng 9 năm 2014 – ngày 7 tháng 12 năm 2014 (Season 3) ngày 6 tháng 9 năm 2015 – ngày 13 tháng 12 năm 2015 (Season 4) ngày 4 tháng 9 năm 2016 – ngày 4 tháng 12 năm 2016 (Season 5) 10 September 2017 – 10 December 2017 (Season 6) ngày 9 tháng 9 năm 2018 – 9 December 2018 (Season 7) 8 September 2019 – 8 December 2019 (Season 8) 6 September 2020 – present (Season 9) |
| Poland | MasterChef Junior                                                       | Magda Gessler | Magda Gessler Michel Moran Anna Starmach | TVN | 21 February 2016 – 24 April 2016 (Season 1) 19 February 2017 – 7 May 2017 (Season 2) 4 March 2018 – 13 May 2018 (Season 3) ngày 3 tháng 3 năm 2019 – 5 May 2019 (Season 4) ngày 8 tháng 3 năm 2020 – 10 May 2020 (Season 5) |
| Portugal | MasterChef                                                              | Sílvia Alberto | Justa Nobre Ljubomir Stanisic Chef Cordeiro | RTP1 | 9 July 2011 – 17 October 2011 |
| Portugal | MasterChef Portugal                                                     | Manuel Luís Goucha Teresa Fernandes (narrator) | Manuel Luís Goucha Rui Paula Miguel Rocha Vieira | TVI | ngày 8 tháng 3 năm 2014 – 31 May 2014 (Season 1) 28 February 2015 – 6 June 2015 (Season 2) |
| Portugal | MasterChef Júnior                                                       | Manuel Luís Goucha | Manuel Luís Goucha Rui Paula Miguel Rocha Vieira | TVI | 22 May 2016 – 31 July 2016 (Season 1) 19 November 2017 – 28 January 2018 (Season 2) |
| Portugal | MasterChef Celebridades                                                 | Leonor Poeiras | Miguel Rocha Vieira Rui Paula Kiko Martins | TVI | 20 May 2017 – 9 July 2017 (Season 1) |
| Romania | MasterChef România                                                      | Răzvan Fodor | Silviu Chelaru (2019-) Joseph Hadad (2019-) Cosmin Tudoran(2019-) Răzvan Exarhu(2017) Samuel le Torriellec (2017) Liviu Popescu (2017) Patrizia Paglieri (2014–2015) Adrian Hădean (2014–2015) Florin Scripcă (2014–2015) Florin Dumitrescu (2012–2014) Cătălin Scărlătescu (2012–2014) Sorin Bontea (2012–2014) | Pro TV | 20 March 2012 – 6 June 2012 (Season 1) 15 March 2013 – 28 May 2013 (Season 2) ngày 18 tháng 3 năm 2014 – 10 June 2014 (Season 3) 15 September 2014 – 23 December 2014 (Season 4) 14 September 2015 – 14 December 2015 (Season 5) 13 February 2017 – 15 May 2017 (Season 6) ngày 9 tháng 9 năm 2019 – present (Season 7) |
| Romania | Celebrity MasterChef                                                    | Răzvan Fodor | Silviu Chelaru (2019-) Joseph Hadad (2019-) Cosmin Tudoran(2019-) Răzvan Exarhu(2017) Samuel le Torriellec (2017) Liviu Popescu (2017) Patrizia Paglieri (2014–2015) Adrian Hădean (2014–2015) Florin Scripcă (2014–2015) Florin Dumitrescu (2012–2014) Cătălin Scărlătescu (2012–2014) Sorin Bontea (2012–2014) | Pro TV | 8 October 2013 – 24 December 2013 (Season 1) |
| Russia | МастерШеф (MasterChef)                                                  | Arkady Novikov Mirko Dzago Alexandr Sorkin (Season 1) Denis Krupen'a (Season 2) | Arkady Novikov Mirko Dzago Alexandr Sorkin (Season 1) Denis Krupen'a (Season 2) | STS | ngày 2 tháng 11 năm 2013 – 30 December 2013 (Season 1) 23 October 2014 – 25 December 2014 (Season 2) |
| Saudi Arabia | ماستر شيف العرب (MasterChef Elarab)                                     | No presenters | Hafez Kohaje Yasser Jad Badr Fayez | Saudi TV 1 | 17 February 2014 |
| Singapore | MasterChef Singapore                                                    | No presenters | Bjorn Shen Damian D'Silva Audra Morrice | MediaCorp Channel 5                                                                                             | 2 September 2018 – 21 October 2018 (Season 1) |
| Slovakia | Masterchef Slovensko                                                    | No presenters | Branislav Križan Jaroslav Ertl Martin Záhumenský | Markíza | 5 April 2016 – 23 June 2016 |
| Slovenia | MasterChef Slovenija                                                    | No presenters | Luka Jezeršek (2015-2019) Alma Rekić (2015-2017) Karim Merdjadi (2015-2019) Bine Volčič (2018–2019) | POP TV | 1 April 2015 – 18 June 2015 (Season 1) ngày 10 tháng 3 năm 2016 – 9 June 2016 (Season 2) April 2017 – June 2017 (Season 3) April 2018 – June 2018 (Season 4) 27 March 2019 – present (Season 5) |
| South Africa | Masterchef South Africa                                                 | Pete Goffe-Wood Andrew Atkinson (Seasons 1–2) Benny Masekwameng Ruben Ruffle (Season 3) | Pete Goffe-Wood Andrew Atkinson (Seasons 1–2) Benny Masekwameng Ruben Ruffle (Season 3) | Mnet | 20 March 2012 – 14 July 2012 (Season 1) 11 June 2013 – ngày 11 tháng 9 năm 2013 (Season 2) 21 August 2014 – 11 December 2014 (Season 3) 8 February 2015 – 10 May 2015 (Celebrity) |
| South Korea | MasterChef Korea                                                        | Kang Leo (Seasons 1–3) Kim So-hee (Seasons 1–2, 4) Noh Hee-young (Seasons 1–3) Kim Hooni (Seasons 3–4) Song Hoon (Season 4) | Kang Leo (Seasons 1–3) Kim So-hee (Seasons 1–2, 4) Noh Hee-young (Seasons 1–3) Kim Hooni (Seasons 3–4) Song Hoon (Season 4) | O'live | 27 April 2012 – 20 July 2012 (Season 1) 10 May 2013 – 2 August 2013 (Season 2) 5 April 2014 – 2 August 2014 (Season 3) ngày 3 tháng 3 năm 2016 – 19 May 2016 (Season 4) |
| South Korea | MasterChef Korea Celebrity                                              | Kang Leo Kim So-hee Noh Hee-young | Kang Leo Kim So-hee Noh Hee-young | O'live | 22 February 2013 – 12 April 2013 |
| Spain | MasterChef                                                              | Eva González (seasons 1 to 5) | Pepe Rodríguez Jordi Cruz Samantha Vallejo-Nágera | La 1 | 10 April 2013 – 2 July 2013 (Season 1) 9 April 2014 – 23 July 2014 (Season 2) 7 April 2015 – 30 June 2015 (Season 3) 6 April 2016 – 29 June 2016 (Season 4) ngày 16 tháng 4 năm 2017 – 28 June 2017 (Season 5) 22 April 2018 – 9 July 2018 (Season 6) ngày 26 tháng 3 năm 2019 – 25 June 2019 (Season 7) ngày 13 tháng 4 năm 2020 – ??? (Season 8) |
| Spain | MasterChef Celebrity                                                    | Eva González (seasons 1 to 5) | Pepe Rodríguez Jordi Cruz Samantha Vallejo-Nágera | La 1 | 6 November 2016 – ngày 13 tháng 12 năm 2016 (Season 1) 19 September 2017 – 21 November 2017 (Season 2) ngày 9 tháng 9 năm 2018 – 25 November 2018 (Season 3) ngày 11 tháng 9 năm 2019 – 27 November 2019 (Season 4) 2020 – 2021 (Season 5) |
| Spain | MasterChef Junior                                                       | Eva González (seasons 1 to 5) | Pepe Rodríguez Jordi Cruz Samantha Vallejo-Nágera | La 1 | 23 December 2013 – 6 January 2014 (Season 1) 30 December 2014 – 3 February 2015 (Season 2) 1 December 2015 – 5 January 2016 (Season 3) 20 December 2016 – 17 January 2017 (Season 4) 20 December 2017 – ngày 10 tháng 1 năm 2018 (Season 5) 23 December 2018 – 13 January 2019 (Season 6) ngày 23 tháng 12 năm 2019 – 24 January 2020 (Season 7) 2020 – 2021 (Season 8) |
| Sweden | Sveriges mästerkock                                                     | No presenters | Leif Mannerström Markus Aujalay Per Morberg (2011–2013) Anders Dahlbom (2014) Mischa Billing (2015–present) | TV4 | 12 January 2011 – 20 April 2011 (Season 1) 9 January 2012 – 28 March 2012 (Season 2) 7 January 2013 – 10 April 2013 (Season 3) 6 January 2014 – 2 April 2014 (Season 4) 7 January 2013 – 1 April 2015 (Season 5) 13 January 2016 – 6 April 2016 (Season 6) 11 January 2017 – 5 April 2017 (Season 7) 11 January 2018 – ngày 5 tháng 4 năm 2018 (Season 8) ngày 9 tháng 1 năm 2019 – 3 April 2019 (Season 9) 8 January 2020 – present (Season 10) |
| Sweden | Sveriges yngsta mästerkock                                              | No presenters | Leif Mannerström (2014–16) Markus Aujalay (2014–16) Tina Nordström Danyel Couet (2017–present) Paul Svensson (2017–present) | TV4 | |
| Thailand | จูเนียร์มาสเตอร์เชฟไทยแลนด (Junior MasterChef Thailand)                     | Patiparn Pataweekarn Bunn Boriboon Chatchaya Ruktakanit | Patiparn Pataweekarn Bunn Boriboon Chatchaya Ruktakanit | Channel 3 | Original series (Channel 3): 3 February 2013 – ngày 2 tháng 6 năm 2013 (Season 1) Revived series (Channel 7): ngày 19 tháng 8 năm 2018 – 9 December 2018 (Season 1)22 September 2019 – 22 December 2019 (Season 2) |
| Thailand | มาสเตอร์เชฟจูเนียร์ไทยแลนด์ (MasterChef Junior Thailand)                     | Piyathida Woramusik | M.L. Pasan Sawasdiwat M.L. Kwanthip Dewakul Pongtawat Chalermkittichai | Channel 7 | Original series (Channel 3): 3 February 2013 – ngày 2 tháng 6 năm 2013 (Season 1) Revived series (Channel 7): ngày 19 tháng 8 năm 2018 – 9 December 2018 (Season 1)22 September 2019 – 22 December 2019 (Season 2) |
| Thailand | มาสเตอร์เชฟไทยแลนด์ (MasterChef Thailand)                                 | Piyathida Woramusik | M.L. Pasan Sawasdiwat M.L. Kwanthip Dewakul Pongtawat Chalermkittichai | Channel 7 | 4 June 2017 – 24 September 2017 (Season 1) 4 February 2018 – ngày 27 tháng 5 năm 2018 (Season 2) ngày 3 tháng 2 năm 2019 – 9 June 2019 (Season 3) |
| Thailand | มาสเตอร์เชฟ ออลสตาร์ ไทยแลนด์ (MasterChef All-Stars Thailand)              | Piyathida Woramusik | M.L. Pasan Sawasdiwat M.L. Kwanthip Dewakul Pongtawat Chalermkittichai | Channel 7 | 2 February 2020 – 2 August 2020 (All-stars 1) |
| Thailand | มาสเตอร์เชฟ เซเลบริตี้ ไทยแลนด์ (Masterchef Celebrity Thailand)              | Piyathida Woramusik | M.L. Pasan Sawasdiwat M.L. Kwanthip Dewakul Pongtawat Chalermkittichai | Channel 7 | 1 November 2020 – present (Celebrity 1) |
| Turkey | MasterChef Turkey                                                       | Öykü Serter (Season 1) | Murat Bozok (Season 1) Batuhan Piatti (Season 1) Erol Kaynar (Season 1) Mehmet Yalçınkaya (Season 2–present) Hazer Amani (Season 2) Somer Sivrioğlu (Season 2–present) Danilo Zanna (Season 3–present) | Show TV (2011) TV8 (2018–present)                                                                               | 2011 (Season 1) 1 September 2018 – 23 December 2018 (Season 2) ngày 18 tháng 8 năm 2019 – 30 December 2019 (Season 3) |
| Ukraine | МастерШеф (MasterChef Ukraine)                                          | Hector Jimenez-Bravo (Season 1–present) Mykola Tischenko (Seasons 1–5) Anfisa Chehova (Season 1) Janna Badoeva (Season 2) Tatiana Litvinova (Season 3–8) Serhiy Kalinin (Season 6) Dmytro Gorovenko (Season 7–8) Yelyzaveta Hlinska (Season 9) Volodymyr Yaroslavskiy (Season 9) | Hector Jimenez-Bravo (Season 1–present) Mykola Tischenko (Seasons 1–5) Anfisa Chehova (Season 1) Janna Badoeva (Season 2) Tatiana Litvinova (Season 3–8) Serhiy Kalinin (Season 6) Dmytro Gorovenko (Season 7–8) Yelyzaveta Hlinska (Season 9) Volodymyr Yaroslavskiy (Season 9)                                 | STB | 31 August 2011 – 28 December 2011 (Season 1) 29 August 2012 – 26 December 2012 (Season 2) 30 August 2013 – 25 December 2013 (Season 3) ngày 27 tháng 8 năm 2014 – 24 December 2014 (Season 4) ngày 26 tháng 8 năm 2015 – 23 December 2015 (Season 5) 30 August 2016 – 27 December 2016 (Season 6) 29 August 2017 – 27 December 2017 (Season 7) 28 August 2018 – 26 December 2018 (Season 8) 30 August 2019 – ngày 27 tháng 12 năm 2019 (Season 9) |
| Ukraine | MasterChef Junior                                                       | Hector Jimenez-Bravo (Season 1-2) Tatiana Litvinova (Season 1-2) Mykola Tischenko (Season 1) Dmytro Gorovenko (Season 2) | Hector Jimenez-Bravo (Season 1-2) Tatiana Litvinova (Season 1-2) Mykola Tischenko (Season 1) Dmytro Gorovenko (Season 2) | STB | 3 February 2016 – ngày 25 tháng 5 năm 2016 (Season 1) 31 January 2017 – ngày 30 tháng 5 năm 2017 (Season 2) |
| Ukraine | MasterChef Teens                                                        | Hector Jimenez-Bravo (Season 1) Tatiana Litvinova (Season 1) Dmytro Gorovenko (Season 1) | Hector Jimenez-Bravo (Season 1) Tatiana Litvinova (Season 1) Dmytro Gorovenko (Season 1) | STB | 31 January 2018 – 30 May 2018 (Season 1) |
| Ukraine | MasterChef: The Professionals                                           | Hector Jimenez-Bravo (Season 1-2) Yelyzaveta Hlinska (Season 1) Volodymyr Yaroslavskiy (Season 1-2) Olha Martynovska (Season 2) | Hector Jimenez-Bravo (Season 1-2) Yelyzaveta Hlinska (Season 1) Volodymyr Yaroslavskiy (Season 1-2) Olha Martynovska (Season 2) | STB | 2 March 2019 – 1 June 2019 (Season 1) 29 February 2020 – July 2020 (Season 2) |
| United Kingdom · (original country) | MasterChef (MasterChef Goes Large from 2005–2007)                       | Revived series: Narrator: India Fisher | Original series: Loyd Grossman (Series 1–10) Gary Rhodes (Series 11) Revived series: Gregg Wallace (2005–present) John Torode (2005–present) | BBC One (1990–2000, 2009–present) BBC Two (2001, 2005–08)                                                       | Original series: 2 July 1990 – 3 July 2001 (Series 1–11) Revived series: 21 February 2005 – present |
| United Kingdom · (original country) | Celebrity MasterChef                                                    | Narrator: India Fisher | Gregg Wallace John Torode | BBC One (2006–2011, 2013–present) BBC Two (2012)                                                                | 11 September 2006 – present |
| United States | MasterChef USA                                                          | Gary Rhodes | two (various) celebrity judges per challenge | PBS | 1 April – 24 June 2000 (Season 1) 7 April – 30 June 2001 (Season 2) |
| United States | MasterChef                                                              | Gordon Ramsay | Gordon Ramsay (Season 1–present) Christina Tosi (Seasons 6–8) Aaron Sanchez (Season 8–present) Graham Elliot (Seasons 1–6) Joe Bastianich (Seasons 1–5 & 9-11) Guest Judges for each challenge (Season 7) | Fox (bằng tiếng Anh)                                                                                            | 27 July 2010 – 15 September 2010 (Season 1) 6 June 2011 – 16 August 2011 (Season 2) 4 June 2012 – 10 September 2012 (Season 3) 22 May 2013 – ngày 11 tháng 9 năm 2013 (Season 4) 26 May 2014 – 15 September 2014 (Season 5) 20 May 2015 – ngày 16 tháng 9 năm 2015 (Season 6) ngày 1 tháng 6 năm 2016 – ngày 14 tháng 9 năm 2016 (Season 7) ngày 31 tháng 5 năm 2017 – 20 September 2017 (Season 8) 30 May 2018 – ngày 19 tháng 9 năm 2018 (Season 9) 29 May 2019 – 18 September 2019 (Season 10) |
| United States | MasterChef Junior                                                       | Gordon Ramsay | Gordon Ramsay (Season 1–present) Graham Elliot (Seasons 1–4) Christina Tosi (Season 4–present) Joe Bastianich (Seasons 1–3 & 6) Guest Judges for each challenge (Season 5) Aarón Sanchez (Season 7) | Fox (bằng tiếng Anh)                                                                                            | 27 September 2013 – 28 November 2013 (Season 1) 4 November 2014 – ngày 16 tháng 12 năm 2014 (Season 2) 6 January 2015 – 24 February 2015 (Season 3) 6 November 2015 – 29 January 2016 (Season 4) 9 February 2017 – 18 May 2017 (Season 5) 2 March 2018 – ngày 18 tháng 5 năm 2018 (Season 6) 12 March 2019 – 4 June 2019 (Season 7) |
| United States | MasterChef Latino                                                       | Aracely Arámbula | Benito Molina Claudia Sandoval Ennio Carota | Telemundo (bằng tiếng Tây Ban Nha)                                                                              | 14 January 2018 – 8 April 2018 (Season 1) 15 April 2019 – present (Season 2) |
| Uruguay | MasterChef Uruguay                                                      | Diego González | Sergio Puglia (Season 1–4) Lucía Soria (Seasons 1–3) Laurent Lainé (Season 1–4) Ximena Torres (Season 4) | Canal 10 | 3 April 2017 – ngày 24 tháng 7 năm 2017 (Season 1) 21 August 2017 – 11 December 2017 (Season 2) 2 April 2018 – 9 July 2018 (Season 3) 22 April 2019 – 5 September 2019 (Season 4) |
| Uruguay | MasterChef: Profesionales                                               | Diego González | Sergio Puglia Lucía Soria Laurent Lainé | Canal 10 | 20 August 2018 – 27 November 2018 (Season 1) |
| Uruguay | MasterChef Celebrity                                                    | No presenters | Sergio Puglia Ximena Torres Laurent Lainé | Canal 10 | 1 September 2020 – present |
| Vietnam | MasterChef Vietnam: Vua đầu bếp                                         | Phạm Tuấn Hải Christine Ha (Season 3–present) Nguyễn Thị Kim Oanh (Season 2) Luke Nguyễn (Seasons 1–2) Hoàng Khải (Season 1 - 4 tập đầu) Phan Tôn Tịnh Hải (Season 1) | Phạm Tuấn Hải Christine Ha (Season 3–present) Nguyễn Thị Kim Oanh (Season 2) Luke Nguyễn (Seasons 1–2) Hoàng Khải (Season 1 - 4 tập đầu) Phan Tôn Tịnh Hải (Season 1) | VTV3 | 8 March 2013 – 19 July 2013 (Season 1) 19 July 2014 – 25 October 2014 (Season 2) 5 September 2015 – 12 December 2015 (Season 3) |
| Vietnam | Junior MasterChef Vietnam                                               | Phan Tôn Tịnh Hải (Season 1) Alain Nguyễn (Season 1) Jack Lee (Season 1) | Phan Tôn Tịnh Hải (Season 1) Alain Nguyễn (Season 1) Jack Lee (Season 1) | | 2 October 2016 – ngày 25 tháng 12 năm 2016 (Season 1) |
| Vietnam | MasterChef Vietnam Celebrity                                            | Phan Tôn Tịnh Hải (Season 1) Phạm Tuấn Hải (Season 1) Jack Lee (Season 1) | Phan Tôn Tịnh Hải (Season 1) Phạm Tuấn Hải (Season 1) Jack Lee (Season 1) | | 22 October 2017 – 7 January 2018 (Season 1) |
| UAE | MasterChef UAE ماستر شيف الإمارات                                       | Sultan Al-Ali (Season 1–3) Rashed Mubarak(Season 4–Present) | Hamdan Al-Salehi(Season 1–3) Nasser AL-Saeedi(Season 1–3) Hessa Al-Shaker(Season 1–Present) Abdallah Al-Tamimi(Season 4–Present) | Dubai TV(Season 1–3) Al-Dar 1(Season 4–Present)                                                                 | 2017(Season 1–3) 20 November 2019 – 31 December 2019 (Season 4) 21 November 2020 – TBD 2020 (Season 5) |